# High on Fire
A High On Fire egy Grammy-díjas amerikai stoner, doom metal együttes, amely 1998 óta aktív. Stílusuk és a dalokban felbukkanó mitologikus témák nyomán leginkább a Mastodonnal hasonlítják össze a zenekart.

## Történet
Az együttest Matt Pike gitáros, énekes alapította 1998-ban, miután szakított korábbi zenekarával, az alternatív, stoner körökben elismerést arató Sleep-pel. Csatlakozott hozzá Des Kensel dobos, valamint George Rice basszusgitáros. A trió a stoner rock irányvonalat a Motörhead és a Celtic Frost keménységével és őserejével kívánta megújítani. Első próbálkozásaik eredményeként 1999-ben egy EP-vel jelentkeztek, mely nyomán lemezszerződést kaptak és The Art of Self Defense című albumuk komoly szakmai elismeréseket kapott. A kiadós turnét követően új kiadóhoz szerződtek (Relapse Records) és 2002-ben jelentették meg második stúdióalbumukat.
A lemez megjelenését hat hónapos amerikai turné követte, mely során az együttes a Mastodon, a Shadows Fall, vagy a Motörhead társaságában is színpadra lépett. Ezt követően Európában és Japánban is bemutatkozott a zenekar. A kiadós turnét követően George Rice basszusgitáros elhagyta az együttest, helyére Jeo Preston került (Thrones, ex-Melvins).
A következő sorlemez (Blessed Black Wings) ismét számos elismerést hozott a zenekarnak. Nemcsak európai és amerikai fesztiválfellépések következtek, de többek között a Kerrang!, a Revolver, vagy a Pitchfork zenei magazinok is a 2005-ös év legjobb lemezei közé válogatták az anyagot. A hosszú turnézás vége előtt, mindeddig nem tisztázott okokból, Joe Preston elhagyta az együttest és helyére – nemcsak az utolsó néhány koncert, de a következő lemezek (Death Is This Communion 2007, Snakes for the Divine 2010) erejéig – Jeff Matz lépett (Zeke).
A zenekar borítóit Arik "Moonhawk" Roper tervezi, aki már a korai időszakban a Sleep együttes számára is készített grafikákat. A közös kapocs a zenekar és a művész között az örök témákban rejlik: a mitológia, a vallás, a pszichológia hatják át mindkettőjük munkásságát.
Magyarországon legutóbb 2010. május 14-én a Puskás Ferenc Stadionban léptek fel a Metallica előzenekaraként.
2018-ban megjelent Electric Messiah albumuk címadó daláért Grammy-díjat kaptak a "Best Metal Performance" kategóriában.

## Tagok
- Matt Pike – ének, gitár
- Jeff Matz – basszusgitár
- Des Kensel – dobok

### Korábbi tagok
- Joe Preston – basszusgitár (2004–2005)
- George Rice – basszusgitár (1998–2004)

## Diszkográfia

### Nagylemezek
- 1999: High On Fire (EP)
- 2000: The Art of Self Defense (Man's Ruin Records, újrakiadás: Tee Pee Records)
- 2002: Surrounded by Thieves (Relapse Records)
- 2005: Blessed Black Wings (Relapse Records)
- 2007: Death Is This Communion (Relapse Records)
- 2010: Snakes for the Divine (E1 Music)
- 2012: De Vermis Mysteriis (E1 Music)
- 2015: Luminiferous (E1 Music)
- 2018: Electric Messiah (E1 Music)

### Koncertlemez
- 2005: Live from the Relapse Contamination Festival (Relapse Records, 2000 példányos limitált kiadvány)
- 2009: Live from the Relapse Contamination Festival (Relapse Records, újrakiadás)

## Külső hivatkozások
- Hivatalos honlap Archiválva 2006. december 5-i dátummal a Wayback Machine-ben
- A High on Fire MySpace oldala
- A Death Is This Communion (2007) lemez kritikája a Passzio.hu-n
- A Snakes For The Divine (2010) lemez kritikája a Passzio.hu-n